# Topcii, Lebedîn
Topcii (în ucraineană Топчії) este un sat în comuna Kaliujne din raionul Lebedîn, regiunea Sumî, Ucraina.

## Demografie
Componența lingvistică a localității Topcii
     Ucraineană (100%)
Conform recensământului din 2001, toată populația localității Topcii era vorbitoare de ucraineană (100%).